# ICarly
iCarly è una serie televisiva statunitense trasmessa negli Stati Uniti d'America su Nickelodeon dall'8 settembre 2007 al 23 novembre 2012, ideata e prodotta da Dan Schneider, creatore anche di Victorious, Zoey 101 e Sam & Cat. Dal 17 giugno 2021 al 27 luglio 2023 è andato in onda su Paramount+ un sequel della serie originale.
iCarly ha avuto due candidature agli Emmy Awards, oltre ad essere una delle sitcom di maggior successo prodotte da Nickelodeon.
In Italia la serie fu trasmessa in prima visione sul canale a pagamento Nickelodeon a partire dal 2 giugno 2008 per poi essere riproposto in chiaro su Italia 1 dal 7 settembre 2009 per le prime tre stagioni. Le repliche sono andate in onda su Boing a partire dal 25 aprile 2011, su La5 (con anche degli episodi inediti) dal 14 settembre 2012 e su Super! dal 2 dicembre 2013.
Il 10 dicembre 2020 viene confermato il revival omonimo della serie, prodotto e trasmesso da Paramount+, con una nuova stagione composta da 13 episodi, la cui produzione inizia nel mese di marzo 2021, e la cui pubblicazione è prevista dal 17 giugno seguente. Inoltre viene annunciato che il revival vedrà il ritorno di Miranda Cosgrove, Jerry Trainor e Nathan Kress, dal cast originale, mentre saranno assenti Jennette McCurdy e Noah Munck.
Dal 28 ottobre 2021 su Pluto TV è disponibile Super! iCarly, un canale dedicato interamente alla serie.

## Trama
Carly Shay è una diligente ragazza di quattordici anni che vive a Seattle con il fratello maggiore Spencer, che di lavoro fa l'artista e realizza sculture in modo creativo. Compaiono sempre nella serie due compagni di scuola di Carly: Sam Puckett, una manesca ragazza bionda nota per la sua passione per la carne o il cibo in generale e migliore amica della protagonista; e Freddie Benson, genio dell'informatica e vicino di casa di Carly che fin dal primo momento palesa il suo essere perdutamente (tuttavia senza speranza, come gli ricorda spesso Sam in tono canzonatorio) innamorato di lei. Un giorno Sam fa un collage dove incolla la foto della loro professoressa sul corpo di un rinoceronte e Carly, per evitare che si metta ancora più nei guai di quanto già non sia, si addossa la colpa, ritrovandosi per punizione a dover filmare alcuni ragazzi per i provini di uno spettacolo scolastico.
La ragazza, aiutata da Sam e Freddie, esegue l'incarico, ma i talenti scelti da loro vengono rifiutati dalla crudele professoressa. I tre amici decidono così di indire un webshow online ogni settimana, dove i ragazzi possono mandar loro video dove fanno cose divertenti per poi venire trasmessi. Lo show ottiene in breve tempo un grandissimo successo e i ragazzi diventano vere e proprie star di internet. Col passare del tempo gli amici si trovano ad affrontare i problemi tipici della loro età e della fama, Sam e Freddie dimostrano di essere innamorati (cosa che sorprende tutti, considerato che in precedenza hanno dato prova di frequente del loro odio reciproco), e al gruppo si aggiunge Gibby Gibson, un imbarazzante ma simpatico ragazzo che frequenta la stessa scuola dei tre. La compagnia sarà di tanto in tanto affiancata da T-Bo, un barista giamaicano che gestisce il negozio di frullati sotto il palazzo in cui vivono Carly e Spencer. La serie termina con Carly che parte per l'Italia con il padre, un marine, mentre Sam se ne va da Seattle in direzione di Los Angeles, dove incontra Cat, sua futura amica, coinquilina e una delle protagoniste dello spin-off crossover Sam & Cat.

## Episodi

### Serie originale
| Stagione         | Episodi        | Prima TV originale | Prima TV Italia |
| ---------------- | -------------- | ------------------ | --------------- |
| Prima stagione   | 25             | 2007-2008          | 2008            |
| Seconda stagione | 25             | 2008-2009          | 2009-2010       |
| Terza stagione   | 20             | 2009-2010          | 2010-2011       |
| Quarta stagione  | 10 + crossover | 2010-2011          | 2011-2012       |
| Quinta stagione  | 11             | 2011-2012          | 2012            |
| Sesta stagione   | 6              | 2012               | 2012            |
| Settima stagione | 9              | 2012               | 2013            |

### Serie revival
Successivamente nel 2021 è stato prodotto un revival della serie, che riprende la storia dei protagonisti 10 anni dopo gli eventi del finale.
Il revival prende lo stesso nome della serie precedente, iCarly, ed è distribuito da Paramount+ in collaborazione con Nickelodeon.
| Stagione         | Episodi | Pubblicazione originale | Pubblicazione Italia |
| ---------------- | ------- | ----------------------- | -------------------- |
| Prima stagione   | 13      | 2021                    | 2022                 |
| Seconda stagione | 10      | 2022                    | 2022                 |
| Terza stagione   | 10      | 2023                    | 2023                 |

## Personaggi e interpreti

### Personaggi principali

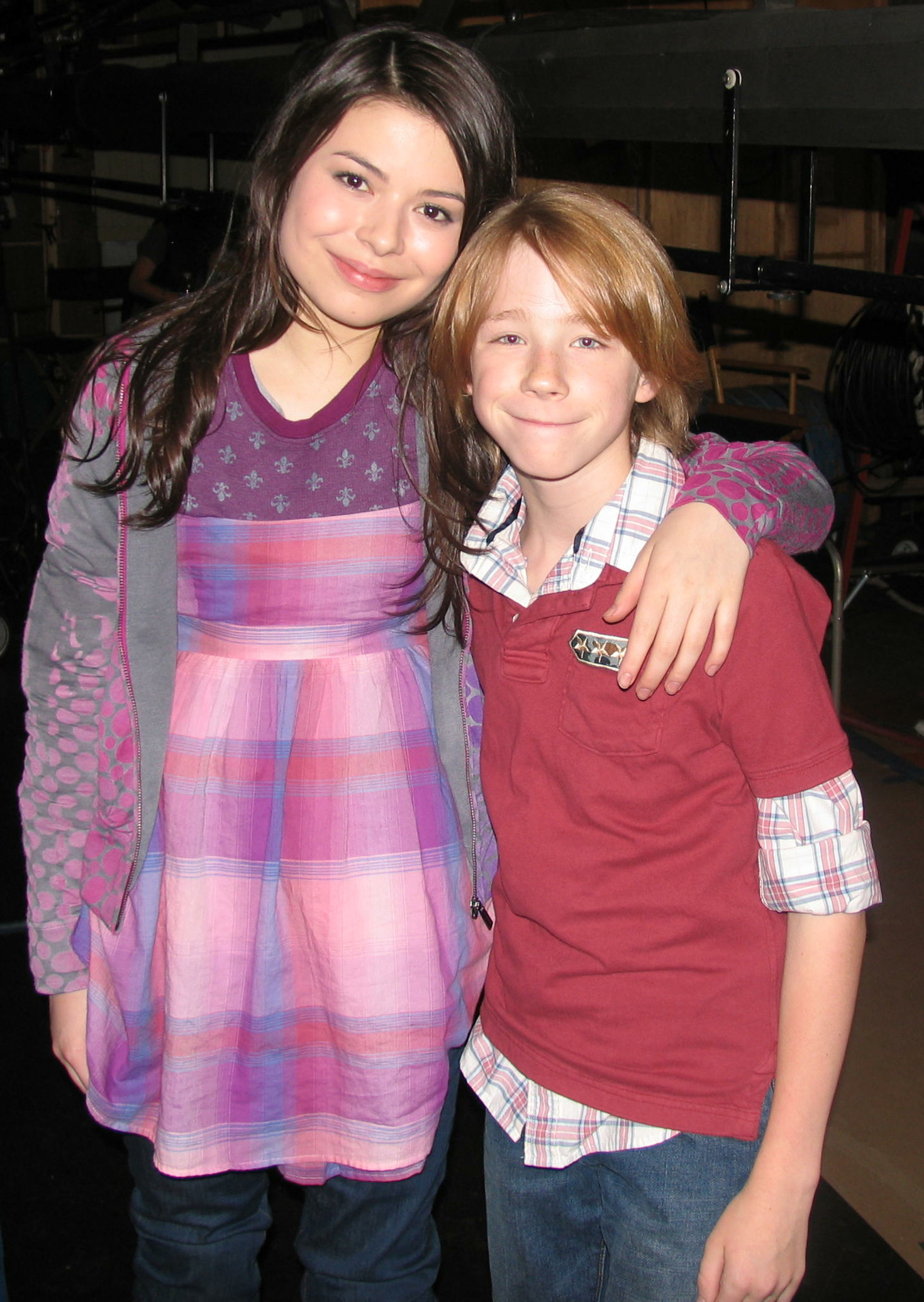
Miranda Cosgrove e Joey Luthman sul set di iCarly (2009)

- Carly Shay, interpretata da Miranda Cosgrove, doppiata da Benedetta Ponticelli. 
 Carly è la star del webshow che gira ogni settimana insieme ai suoi due amici Sam e Freddie. È molto affezionata al suo stravagante fratello, Spencer, con il quale vive all'8C del Bushwell Plaza a Seattle. Vuole molto bene anche a suo padre, il colonnello Shay, anche se non lo vede quasi mai per questioni di lavoro. Alla fine Carly partirà con lui per l'Italia, a Firenze. Vuole molto bene alla sua migliore amica Sam, anche se a volte litigano. All'inizio considerava Freddie soltanto un amico, ma poi pian piano si rende conto di provare qualcosa per lui, infatti hanno una breve relazione, anche se poi si lasciano. Ma in seguito, sebbene i suoi sentimenti restino sempre un po' ambigui, sembra che Carly continui a provare ancora qualcosa per lui, infatti nell'ultimo episodio, iGoodbye, lo bacia. Nella serie revival, ambientata circa 10 anni dopo, viene però rivelato che la storia tra i due non ha avuto seguito e sono rimasti solo buoni amici, ma col passare degli episodi il loro sentimento si riaccende e quindi decidono finalmente di iniziare una vera relazione, che progredisce al punto da arrivare a parlare di sposarsi.
- Samantha Joy "Sam" Puckett, interpretata da Jennette McCurdy, doppiata da Jenny De Cesarei.
 Sam è la migliore amica di Carly e di Freddie, nonché loro spalla nello show. È un vero e proprio maschiaccio, con la tendenza ad essere violenta e aggressiva. Mostra il suo lato dolce soprattutto a Carly e in seguito anche a Freddie perché è segretamente innamorata di lui ma riesce a dimostrarlo solo con insulti e botte non riuscendo in un modo più morbido. Poi Sam bacia Freddie in Oh cavoli!, dimostrando che è innamorata di lui. In Pazza d'amore si scopre che Sam è andata di sua spontanea volontà al Manicomio "Acque Tempestose" perché crede di essere pazza per aver baciato Freddie. In seguito i suoi amici la vanno a cercare e chiariscono tutto, ma non potendo uscire girano una puntata di iCarly da lì. Alla fine dello show Freddie bacia Sam e dichiara a tutto il mondo che ricambia i sentimenti di Sam. Tuttavia i due si lasciano in Ti amo a causa delle loro molteplici differenze che impediscono loro di vivere una relazione sana. Tuttavia, si dicono comunque "ti amo", lasciando intendere che hanno ancora dei sentimenti reciproci, cosa confermata anche nel finale di serie e in un episodio speciale di Sam & Cat. Ha da quando era piccola un rapporto burrascoso con sua madre Pam, ma in seguito chiariranno e si sforzeranno entrambe ad andare d'accordo, mentre suo padre ha abbandonato lei e il resto della famiglia quando era molto piccola. Anche lei ha avuto qualche relazione, ma meno di Carly. Ad esempio è stata fidanzata con Jona, prima che lui ci provasse con Carly, e ha avuto una cotta per Spencer. Il suo colore preferito è il marrone perché le ricorda il succo di carne. Nell'ultimo episodio aiuta Spencer a riparare una moto per Socko, che però poi la fa tenere a Spencer, il quale la regala a Sam. La ragazza, alla fine della serie, parte con questa moto fino ad arrivare a Los Angeles, dove salva la vita di Cat Valentine: le due diventano amiche, coinquiline e babysitter nella serie Sam & Cat. Nella serie revival, ambientata circa 10 anni dopo, viene rivelato che Sam ha deciso di unirsi ad una banda di motociclisti, motivo per cui si è staccata dal gruppo.
- Fredward "Freddie" Benson, interpretato da Nathan Kress, doppiato da Patrizia Mottola (1° voce) e da Ruggero Andreozzi (2° voce).
 Freddie è amico di Carly e Sam, nonché produttore tecnico del loro show e creatore degli effetti speciali della trasmissione. Vive con sua madre al Bushwell Plaza, all'8D, proprio di fronte all'appartamento di Carly e Spencer. Sam lo prende in continuazione in giro, lo picchia e lo deride. In più sua mamma, essendo iperprotettiva e apprensiva, lo mette di continuo in imbarazzo. Inizialmente aveva un'enorme cotta per Carly ma poi quando dà il suo primo bacio a Sam si innamora di quest'ultima. Si metterà insieme alla ragazza in Pazza d'amore baciandola durante il webshow nel manicomio "Acque Tempestose", nel quale Sam si è recata perché convinta di essere pazza per aver baciato Freddie e ignara dei sentimenti di lui. Quando lei si pente di essere andata lì non le viene permessa l'uscita, ma gli altri riescono comunque a convincere il personale dell'ospedale psichiatrico e la sicurezza a permettere loro di registrare lo show anche in quell'ambiente, così Freddie la bacia confermando che Sam è ricambiata. Successivamente si lasciano nell'episodio "iLove You" dopo essersi confessati che si amano, nonostante la decisione di mettere fine alla loro relazione (dovuta ai loro caratteri agli antipodi e perciò ai continui litigi). Nell'ultima puntata della serie (iGoodbye) non è chiaro di chi sia innamorato, se di Carly o di Sam, perché quando Carly lo bacia lui ne è molto felice, ma prima di questo accadimento chiede a Sam se vuole che tornino insieme. In un episodio speciale della serie Sam & Cat ammette di provare ancora qualcosa per Sam, come anche quest'ultima per lui. Nella serie revival, ambientata circa 10 anni dopo, viene però rivelato che nessuna delle storie con le due ragazze ha avuto un seguito, ma col passare degli episodi il suo sentimento per Carly si riaccende (anche se è evidente che non se n’era mai andato davvero) e finalmente i due decidono di iniziare una vera relazione, che progredisce fino al punto da arrivare a parlare di sposarsi.
- Spencer Shay, interpretato da Jerry Trainor e doppiato da Renato Novara.
 Spencer è l'eccentrico, creativo e vivace fratello maggiore di Carly. È un artista, attore e pittore, ma ha un difetto: si comporta come un bambino e per questo non ha amici della sua età, uscendo sempre con ragazzi delle superiori, tra cui Carly, Freddie e Sam. Ha inventato gli spaghetti Tacos e indossa calze che si illuminano. Il suo migliore amico è Socko, il quale appare solamente nel revival di iCarly. Sia suo padre che suo nonno avrebbero voluto che Spencer diventasse avvocato (anche se poi ha mollato l'università dopo pochissimo tempo), infatti (in situazioni di difficoltà) Spencer finge di esserlo. Ha avuto parecchie relazioni nella serie, ma nonostante ciò alla fine non ha mai trovato una fidanzata stabile. Molte volte fa da fratello maggiore a Sam e a Freddie.
- Orenthal Cornelius "Gibby" Gibson, interpretato da Noah Munck, doppiato da Stefano Pozzi.
 Gibby è un ragazzino grassottello, un po' strambo ed esaltato che cerca sempre l'opportunità di togliersi la maglietta per stare a petto nudo, ma alla fine si toglierà questo imbarazzante vizio, che sarà sostituito da un altro: pronunciare sempre il suo nome con un po' di prolungamento sull'ultima sillaba quando entra in un edificio, per far divertire i suoi amici. Viene spesso deriso e picchiato da Sam. Gibby appare spesso durante iCarly, per essere vittima degli scherzi dello show. Nella terza stagione si fidanza con una ragazza di nome Tasha, anche se all'inizio era innamorato di una ragazza di nome Shannon, ma non era ricambiato. Da grande desidera aprire un ristorante, infatti lo apre nel seminterrato della scuola.

### Personaggi secondari
- Terrence Boogie "T-Bo", interpretato da BooG!e, doppiato da Patrizio Prata.
 È il barista giamaicano del Groovy Smoothie, il bar sotto al palazzo dove abitano i ragazzi. Cerca spesso di rifilare ai suoi clienti panini e cibi vari infilati su uno spiedino. Nella quarta stagione non gli viene più permesso di vivere sopra il Groovy Smoothie e perciò andrà a vivere a casa di Freddie. Man mano diventa sempre più importante nella serie tanto che nella quinta stagione compare anche nella sigla iniziale.
- Marissa Benson, interpretata da Mary Scheer e doppiata da Renata Bertolas.
 È la madre di Freddie. Nella serie è una donna molto apprensiva e iperprotettiva che farebbe qualsiasi cosa per proteggere il figlio. Spesso arriva a mettere in imbarazzo il figlio e persino i suoi amici, motivo per il quale nessuno la sopporta. Non si sa da chi abbia avuto Freddie o se sia divorziata o sia stata abbandonata dal marito o che l'uomo sia morto.
- Nora Dershlit, interpretata da Danielle Morrow e doppiata da Loretta Di Pisa.
 È una ragazza sociopatica di 16 anni che nella sua prima apparizione rapisce Carly, Sam e Freddie, per poi andare K.O. per opera di Gibby. Nella sua seconda apparizione Nora esce di prigione, ma rapisce di nuovo il team iCarly (incluso Spencer) ma T-Bo e la madre di Freddie arrivano a salvarli. È innamorata di Freddie. Appare anche in Sam & Cat dove rapisce Cat e Dice che verranno poi salvati da Sam.
- Guppy Gibson, interpretato da Ethan Munck, doppiato da Renata Bertolas.
Guppy è il fratello minore di Gibby (anche nella realtà). Gli somiglia molto sia fisicamente, sia nei modi di fare. Come Gibby ama togliersi la maglietta per restare a petto nudo. Pronuncia sempre "Buon compleanno!" oppure "Tanti auguri a te!". Compare per la prima volta nella terza stagione in "iPsycho" dove con Gibby salva Carly Sam e Freddie da Nora, una ragazza pazza che li sequestra in una stanza con lo scopo di conquistare la loro amicizia.
- Tasha, interpretata da Emily Ratajkowski, doppiata da Renata Bertolas.
È la fidanzata di Gibby. Nessuno capisce come Gibby sia riuscito a fidanzarsi con lei, e quando Carly, Sam e Freddie la vedono con Gibby dicono: "Come fa ad avere quello schianto?!".
- Ted Franklin, interpretato da Tim Russ, doppiato da Claudio Moneta.
È il preside della scuola che frequentano dei ragazzi. È gentile, simpatico e comprensivo; infatti quando Gibby apre un ristorante nel seminterrato della scuola non solo lo difende ma diventa un cliente e offre da mangiare agli studenti.
- Francine Briggs, interpretata da Mindy Sterling, doppiata da Cinzia Massironi.
Nella serie è una professoressa vecchia ed acida che odia i suoi alunni, che a loro volta la detestano, soprattutto Sam. Viene dalla Scozia e tutti i suoi alunni odiano sentirla suonare la sua cornamusa. In un episodio minaccia di sospendere Carly, Sam e Freddie o di chiamare la polizia se non fosse apparsa nello show. Se qualcuno nomina Spencer lei dice ironicamente ed antipaticamente: “Ah, l'artista!”. Ha un'ossessione per il musicista Randy Jackson, la sua casa è piena di sue foto e sagome che Briggs tratta come fossero vive.
- Signor Howard, interpretato da David St. James, doppiato da Maurizio Scattorin (st. 1) e da Marco Balbi (st. 2-6).
È il professore più cattivo della scuola. Come svelato da Sam, quando mette gli alunni in punizione, resta solo pochi minuti in classe perché va a guardare alcuni programmi di geometria in sala professori e non gli importa di ciò che stabilisce il preside Franklin. Viene considerato un "babbeo" da Sam, Carly e Freddie.
- Nevel Papperman, interpretato da Reed Alexander, doppiato da Davide Garbolino.
È il nemico numero 1 di iCarly ed è un hacker professionista. Gestisce un sito di nome "nevelocity.com" che riceve moltissime visite al giorno. Da quando Carly l'ha rifiutato, Nevel cerca di rovinare in tutti i modi il sito "iCarly.com", senza mai riuscirci. Egli è ossessionato da lei. È molto elegante, odia se qualcuno gli rovina o addirittura gli spiegazza gli abiti e soffre di misofobia.
- Lewbert, interpretato da Jeremy Rowley, doppiato da Claudio Moneta e da Paolo De Santis (ep. 2x21).
Lewbert è l'antipatico portiere del palazzo in cui abitano Carly, Spencer e Freddie. Ha una verruca disgustosa e pelosa sulla guancia che adora. È un tipo spregevole, parla strillando ed è pazzo, tutto a causa della sua ex-fidanzata Marta Trundel che era più pazza di lui. Nello show, Carly e Sam gli hanno dedicato una rubrica, chiamata "Maltrattiamo Lewbert" (Messin' With Lewbert) nella quale fanno degli scherzi al portiere. È innamorato della madre di Freddie.
- David Shay, interpretato da Greg Mullavy, doppiato da Maurizio Scattorin (st. 1) e da Mario Scarabelli (st. 4).
È il nonno paterno di Spencer e Carly e le fa visita qualche volta, portandole anche dei regali. A volte crede che Spencer sia poco responsabile, infatti nell'episodio "Voglio stare con Spencer" vuole che Carly vada a vivere con lui a Yakima, visto che Spencer, creando le sue sculture, ha fatto volare accidentalmente un martello che stava per arrivare in testa alla ragazza.
- Chuck Chambers, interpretato da Ryan Ochoa, doppiato da Renata Bertolas.
È un inquilino del Bushwell Plaza, il palazzo in cui abitano Carly, Spencer e Freddie. Tormenta spesso Spencer e finisce sempre in punizione. Ha una cotta per Carly e sogna di stare con lei, come si può vedere ne "Le gemelle". In un episodio della serie rinchiude Spencer nello scantinato e gli spruzza addosso un liquido. Alla fine, Carly, si renderà conto della malvagità di Chuck e gliela farà pagare truccandogli una verifica di matematica, per cui viene spedito a un insopportabile campeggio estivo. Alla fine Spencer lo denuncerà e lo farà andare all'accademia militare. Questo personaggio appare per l'ultima volta in "Gran caldo a Seattle".
- Chip Chambers, interpretato da Jacob Bertrand, doppiato da Renata Bertolas.
È il fratello minore di Chuck, è uguale a lui solo che lui è biondo, è un bulletto e anche lui maltratta Spencer.
- Amanda "Mandy" Valdez, interpretata da Aria Wallace e doppiata da Tosawi Piovani (st. 1).
È "la più grande fan" di iCarly. Compare solo in due episodi, combina guai, disastri e disturba le trasmissioni. A volte entra a casa di Carly e Spencer nel cuore della notte e si diverte facendo l'imitazione dell'anatra. In un episodio della serie Mandy compra il sito di iCarly; alla fine diventa una fan dell'ex band di Spencer.
- Steven Shay, interpretato da David Chisum, doppiato da Claudio Moneta.
È il padre di Spencer e Carly e lavora nella U.S. Air Force ed è di istanza in Italia. Per il suo compleanno, Spencer gli ha fatto fare una torta a forma di aereo F-22 con la bandiera degli Stati Uniti.
- Melanie Puckett, interpretata da Jennette McCurdy, doppiata da Jenny De Cesarei.
È la sorella gemella di Sam, anche se Freddie crede che non esista. Compare in un solo episodio, per poi riapparire in Sam e Cat. È tutto l'opposto di Sam, ha ottimi voti a scuola, si veste sempre di rosa, non ha un capello fuori posto e le piace Freddie. Sam le ha fatto credere una volta che Melanie era stata adottata. Frequenta un collegio costoso, è uno dei pochi membri conosciuti della famiglia Puckett che non è mai stata in prigione.
- Charlotte Gibson, interpretata da Laura Benz-Phillips e da Deena Dill.
La mamma di Gibby e Guppy. In un episodio si fidanza con Spencer, ma la lascia dopo aver scoperto che è la madre di Gibby.
- Pam Puckett, interpretata da Jane Lynch, doppiata da Loredana Nicosia.
È la madre di Sam e Melanie. Cambia molto spesso fidanzato e ha un rapporto estremamente conflittuale con Sam, ma alla fine, anche grazie a Carly, si riappacificano. Compare solo nel secondo episodio della quarta stagione "La madre di Sam". È sempre alla ricerca di un nuovo marito. È una criminale ed è stata arrestata in tanti stati d'America. Non tratta molto bene Sam e, come dice Sam in molte puntate a volte si dimentica anche di farla mangiare.
- Jeremy, interpretato da Nathan Pearson, doppiato da Marco Balzarotti.
Soprannominato "Jermi" da Carly, Sam e Freddie poiché da quando è nato è sempre raffreddato. Appare solo nella prima stagione.
- Griffin, interpretato da Drew Roy, doppiato da Federico Zanandrea.
 Compare in due episodi della seconda stagione e in un episodio della terza. Diventa il ragazzo di Carly. All'inizio si pensava che fosse un ragazzaccio, ma alla fine si lasciano perché si scoprì che il ragazzo collezionava piccoli peluche, cosa che a Carly non piaceva per niente.
- Valerie, interpretata da Carly Bondar, doppiata da Jolanda Granato.
Compare solo in un episodio e diventa la ragazza di Freddie, anche se la ragazza lo usa solo per far fuori iCarly, in quanto vuole creare un sito web tutto suo. Alla fine Freddie scopre dell'inganno e la lascia.
- Socko: è il migliore amico di Spencer. Fabbrica calzini che si illuminano. Viene nominato molto spesso nella serie ma non appare mai. Ha un fratello, Tyler, che invece fabbrica cravatte che si illuminano.

## Guest star

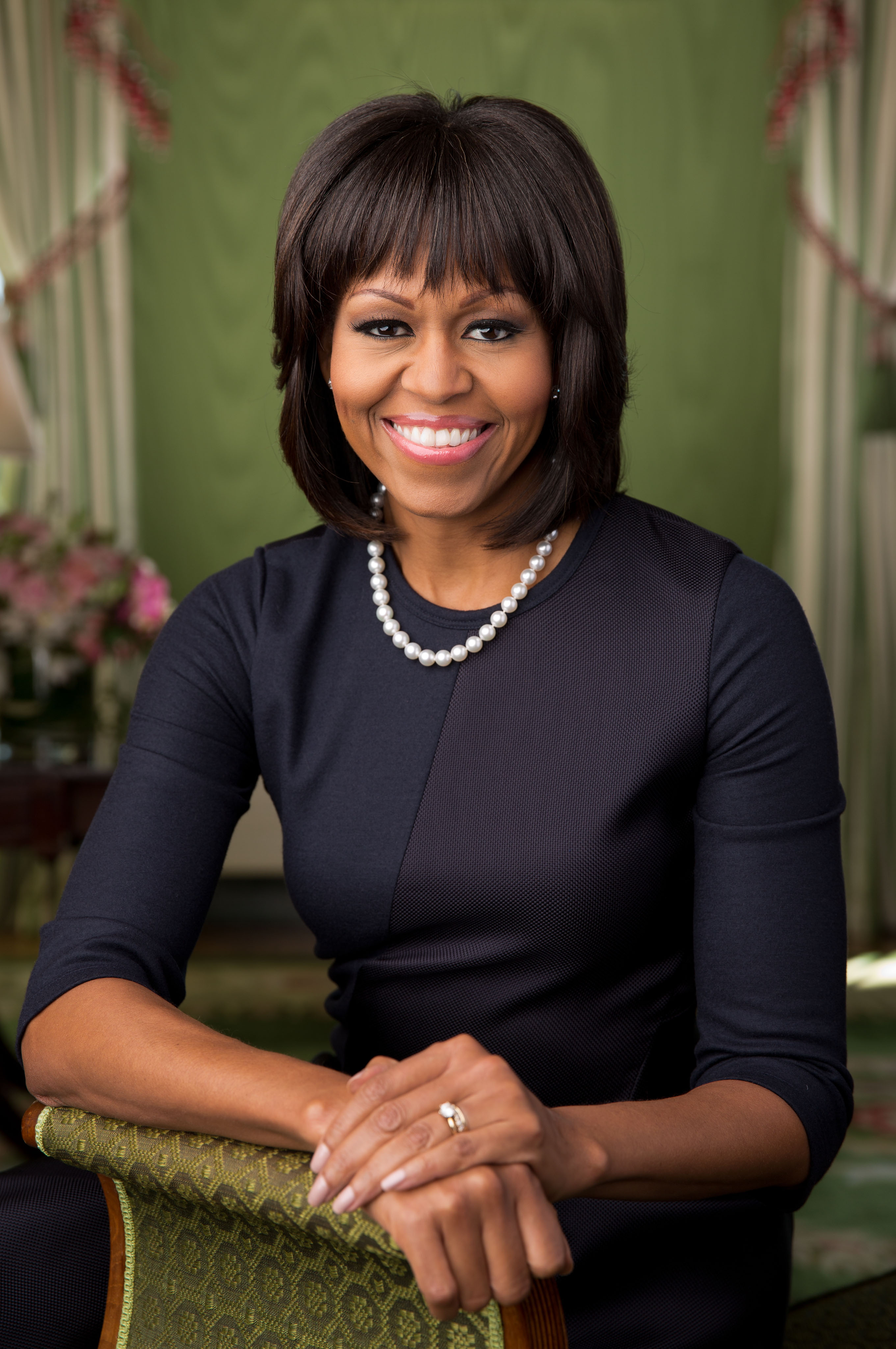
Michelle Obama, guest star della 5ª stagione

Nel corso degli anni sono stati molti gli attori celebri che hanno partecipato come guest star alla serie.
- Nella prima stagione sono apparsi: Estelle Harris (episodio 1x07), Plain White T’s (episodio 1x11),  Leon Thomas III (episodio 1x23), Tim Russ (episodio 1x12) e Anita Stoll (episodio 1x12 e 1x13).
- Nella seconda stagione sono apparsi: Ally Maki (episodio 2x5-2x6-2x7), Harry Shum Jr. (episodio 2x5-2x6-2x7), Good Charlotte (episodio 2x07).
- Nella quarta stagione sono apparsi: Jane Lynch (episodio 4x02), Jack Black (episodio 4x06 e 4x07), Abby Wilde (episodio 4x06, 4x07 e 4x08), Kenan Thompson (episodio 4x13) e Victoria Justice, Ariana Grande, Leon Thomas III, Elizabeth Gillies, Avan Jogia (episodi 4x11, 4x12 e 4x13).
- Nella quinta stagione sono apparsi: Michelle Obama (episodio 5x09), Victoria Justice (episodio 5x11, cameo).
- Nella sesta stagione sono apparsi: One Direction (episodio 6x02).
- Nella settima stagione sono apparsi: Jimmy Fallon (episodio 7x01-7x02), Tina Fey (episodio 7x01), Emma Stone (7x04).

## Produzione

### Revival
Il revival della serie è stato annunciato nel dicembre 2020, con Jay Kogen e Ali Schouten come co-showrunner e produttori esecutivi, con Miranda Cosgrove, Nathan Kress e Jerry Trainor a riprendere i ruoli dalla serie originale. Nel febbraio 2021, Kogen ha lasciato il progetto a causa di "divergenze creative" con Miranda Cosgrove. Nello stesso mese, Jennette McCurdy ha confermato che non avrebbe ripreso il ruolo di Sam Puckett per il revival, avendo lasciato la carriera attoriale da tempo.

#### Casting
Nel marzo 2021, è stato riferito che Laci Mosley era stata scelta per il ruolo di Harper, la coinquilina e migliore amica di Carly, e che Jaidyn Triplett era stata scelta per il ruolo di Millicent, la figliastra sarcastica e ossessionata dai social media di Freddie. Dall'annuncio del suo casting, Mosley è stata oggetto di attacchi da parte dei fan che l'hanno vista come una sostituta del personaggio di Jennette McCurdy nell'originale. La sceneggiatrice Franchesca Ramsey su Twitter ha scritto: «Il personaggio di "Mosley Harper" non sta sostituendo il personaggio di McCurdy presente nell'originale.».

## Film ed episodi a più parti

### Carly va in Giappone(iGo To Japan)
iCarly è in nomination tra i web show più comici, per questo Spencer, la Signora Benson, Carly, Sam e Freddie, vanno in Giappone per scoprire chi è il vincitore. Si ritrovano tuttavia su un aereo diretto in Corea e per questo i cinque protagonisti sono costretti a paracadutarsi dal velivolo mentre sta sorvolando la città di Tokyo. Arrivati all'albergo, una coppia di fratelli di nome Kyoko e Yuki anch'essa in nomination, cerca di metter i bastoni fra le ruote ai protagonisti facendoli arrivare tardi alla nomination. La coppia è alla fine arrestata, mentre il team di iCarly si gode il suo meritatissimo premio.

### Il Cattivo Ragazzo(iDate a Bad Boy)
Carly e Spencer si arrabbiano con il loro nuovo vicino di casa, Griffin, perché ha rubato la moto di Spencer. Tuttavia, quando Spencer va fuori per comprare dei frullati, ritorna trovando Carly e Griffin che si baciano sul divano. Spencer diventa furioso, vietando a Carly di vedersi con lui, anche se alla fine permette loro di riprendere la relazione. Poi Carly scopre che Griffin ha una passione per i pupazzi di peluche e ne ride assieme a Sam, ma viene colta in flagrante da Griffin, che, deluso, propone di mettere fine alla loro storia.

### iCarly contro Shelby Marx(iFight Shelby Marx)
Il team di iCarly scopre che qualcuno ha modificato un video in cui sembra che Carly voglia dare una batosta a Shelby Marx, una lottatrice di boxe. Shelby propone a Carly di disputare un combattimento amichevole dove il ricavato andrà in beneficenza e Carly accetta volentieri. Durante la conferenza dell'incontro, Carly fa cadere accidentalmente dal palco la nonna di Shelby. Nevel Papperman se ne approfitta subito, modificando un video dove fa sembrare che Carly avesse già programmato di far cadere la nonna, e lo mostra a Shelby, mettendola contro Carly. Carly, Shelby e Sam scoprono il piano di Nevel, estremamente arrabbiate, decidono che alla fine quello che verrà preso a botte sarà proprio Nevel.

### Lascio iCarly(iQuit iCarly)
Dopo aver acconsentito ad aiutare una coppia di comici, Fleck e Dave, a fare un video, Sam e Carly hanno dei problemi e finiscono per rompere la loro amicizia. Dopo aver chiuso iCarly e dopo che entrambe rischiano la morte dal quattordicesimo piano, ritornano amiche come prima e riaprono iCarly.

### iPsycho
Carly, Sam e Freddie vengono invitati a casa di una loro fan chiamata Nora a festeggiare il suo compleanno. I tre ragazzi non sanno che lei è una pazza che vuole solo chiuderli nello scantinato per conquistare la loro amicizia. Fortunatamente Carly manda un video messaggio a Gibby per chiedere aiuto. Così Gibby e il suo fratello più piccolo, Guppy, vanno a casa di Nora e Gibby inizia contro di lei una lotta di arti marziali che vede Gibby vincitore.

### La battaglia dei fan(iStart a Fan War)
Carly, Sam e Freddie vanno al Webicon, una fiera per gli amanti di Internet, per incontrare i loro Fan. Purtroppo arrivati lì scoppia una guerra tra i fan di CREDDIE (Carly e Freddie) e i fan di SEDDIE (Sam e Freddie) perché hanno saputo che Carly e Freddie sono stati insieme e i fan di Seddie erano dispiaciuti, Adam il fidanzato di Carly va via e Carly cerca di dire ai fan che non è vero. Carly, Sam e Freddie alla fine però pensarono di aver risolto, ma quando dice Carly che è fidanzata con Adam, i fan pensano che quest'ultimo voglia tenere Carly lontana da Freddie e lo aggrediscono, nonostante questo però, lasciano perdere e se ne vanno.

### iParty con Victorious(iParty with Victorious)
Carly ha un nuovo fidanzato ma, grazie ad alcune fotografie, scopre che lui frequenta contemporaneamente un'altra ragazza di Los Angeles: Tori. Carly, Sam e Freddie vanno in camper a Los Angeles per incontrare Tori. Qui scoprono che lui le sta tradendo l'una con l'altra. Alla fine Carly e Tori si uniscono per vendicarsi sul loro ragazzo rivelandolo in diretta su iCarly.com. L'episodio finisce con un mash-up tra le due sigle: Leave it all to Shine.
Special Guest Star: Kenan Thompson.

### Il ritorno di Nora(iStill Psycho)
Nora Dershlit è in procinto di avere un'udienza parlamentare, e Carly, Sam, Freddie e Gibby sono stati invitati ad esprimere le loro opinioni. Carly originariamente voleva votare per farla rimanere in prigione, mentre tutti gli altri sono pronti a perdonarla, ma vedendo Nora e i suoi genitori piangere in aula, lei accetta di lasciarla andare, anche se si rivelerà una decisione sbagliata. Infatti Nora e sua madre li imprigionano in casa e Spencer viene nello scantinato messo su una ruota che gira. Nora bacia Freddie saltandogli addosso ma alla fine vengono salvati dalla Signora Benson e da T-Bo.

### Scandalo a New York(iShock America)
Dopo che iCarly viene menzionato da Jimmy Fallon nel suo show, i ragazzi dedicano una puntata di iCarly al Jimmy Fallon show che, per ringraziarli, li invita a New York a partecipare allo show. Durante la diretta però Gibby perde i pantaloni e il garante delle comunicazioni chiede un risarcimento ad iCarly, minacciando di chiudere lo show. I ragazzi sembrano rassegnati ma grazie ad una colletta organizzata da Jimmy salvano lo show.
Special Guest Star: Jimmy Fallon

### iGoodbye
Carly dovrebbe partecipare ad un tipico ballo annuale col padre ma lui, per questioni di lavoro quest'anno, non può. Carly è triste perché l'anno successivo non ci sarebbe potuta andare poiché è diventata troppo grande. Sam, Freddie, Gibby e Spencer fanno il possibile per farla felice anche se sanno che è inutile. Alla fine della puntata il comandante Shay (padre di Carly e Spencer) raggiunge Carly e, dopo abbracci e saluti, padre e figlia vanno al ballo.
Tornati a casa, i due si ritrovano nel bel mezzo di una festa, alla quale però il comandante non può partecipare: deve tornare alla base in Italia quella stessa notte. Carly ci resta male, ma il padre, pensando che così possa renderla felice, le chiede di andarci con lui. Carly non sa cosa fare, ma alla fine, col supporto dei suoi amici e di Spencer, decide di andare col padre, lasciando Spencer da solo. Saluta Gibby e Spencer fra abbracci e lacrime in salotto, saluta Freddie con un bacio d'addio, e saluta Sam in ascensore promettendole di andare da lei a trovarla e lasciandole un abbraccio in suo ricordo.
Sedutasi in aereo, Carly va sul sito di iCarly, rivedendo i momenti principali dello show. Fra flashback e ricordi, l'episodio termina, con Sam che va via da Seattle con la moto regalatale da Spencer e comincia a girare gli Stati Uniti, fino a stabilirsi a Los Angeles.

## Riconoscimenti
- Premio Emmy
  - 2009 - Nomination Miglior programma per ragazzi
  - 2013 - Nomination Miglior prodotto per ragazzi
- PGA Awards
  - 2011 - Nomination Miglior serie TV
  - 2014 - Miglior programma per ragazzi
- S.A.O. International TV Series Fest
  - 2014 - Nomination Miglior serie televisiva per bambini

## Sigla
La sigla della serie è Leave it All to Me, scritta da Drake Bell, che la canta insieme alla cantante/attrice Miranda Cosgrove. Nella sigla vengono presentati Carly, Sam, Freddie e Spencer. Dalla quarta stagione vengono presentati anche Gibby e T-Bo. Inoltre, quando Freddy fa il countdown partendo da cinque saltando il numero uno, tra i siti proposti nella barra di ricerca del suo computer, appare il sito di cartoni "ToonJuice" nominato in Zoey 101, "Zaplook" e "SplashFace" rispettivamente parodie di Google e YouTube apparsi anche in altre serie Nickelodeon come Drake & Josh, Zoey 101, Victorious e Game Shakers. Nelle sigle delle stagioni successive sono comparsi anche "DanWarp" pseudonimo ricorrente di Dan Schneider e "TheSlap" il social network utilizzato in Victorious.

## Videogiochi
- 2009 - iCarly (videogioco) per Nintendo DS, Wii e Microsoft Windows
- 2009 - iCarly: iDream in Toons per Nintendo DS, Wii e Microsoft Windows
- 2010 - iCarly 2: iJoin The Click per Nintendo DS e Wii
- 2012 - iCarly: Groovy Foodie! per Nintendo DS

## Spin-off
Nel 2013 è stato prodotto uno spin-off, nonché crossover di iCarly e Victorious, intitolato Sam & Cat, con protagoniste Jennette McCurdy e Ariana Grande nei rispettivi ruoli di Sam Puckett e Cat Valentine. In questa occasione le due ragazze, per mantenersi, vengono assunte come baby-sitter e, diventate coinquiline e amiche molto strette, vengono coinvolte in innumerevoli avventure stravaganti. Negli Stati Uniti la prima TV è avvenuta l'8 giugno 2013, mentre in Italia il 4 novembre dello stesso anno su Nickelodeon. La serie fu cancellata il 13 luglio 2014 e l'ultimo episodio, #IlRagazzoCopertina, fu trasmesso negli Stati Uniti il 17 luglio 2014.
Un altro spin-off proposto vedeva il personaggio Gibby Gibson come protagonista e si sarebbe dovuto intitolare Gibby, ma l'episodio pilota non venne promosso ad una serie completa. Il copione del primo episodio è tuttavia trapelato in rete nel luglio 2021.

## Diffusione
Il telefilm è trasmesso in vari paesi del mondo, fra cui:
| Paese                  | Rete                                      |
| ---------------------- | ----------------------------------------- |
| Stati Uniti d'America  | Nickelodeon, Paramount+                   |
| Italia                 | Nickelodeon, Italia 1, Boing, La5, Super! |
| Francia                | Nickelodeon, Gulli                        |
| Germania               | Nickelodeon                               |
| Spagna                 | Nickelodeon                               |
| Regno Unito            | Nickelodeon                               |
| Canada                 | Nickelodeon                               |
| Egitto                 | Nickelodeon                               |
| Messico                | Nickelodeon                               |
| Brasile                | Nickelodeon                               |
| Turchia                | Nickelodeon                               |
| Paesi Bassi            | Nickelodeon                               |
| Romania                | Nickelodeon                               |
| Svizzera               | Nickelodeon                               |
| Cile                   | Nickelodeon, Love tv, Radioheads TV       |
| Galles                 | Nickelodeon                               |
| Nepal                  | Hunt tv                                   |
| Marocco                | Nickelodeon, 2M Tv                        |
| Indonesia              | Girls tv                                  |
| Portogallo             | Pink Tv                                   |
| Asia meridionale       | SUN TV                                    |
| Bielorussia            | Kids Network                              |
| Kazakistan             | Russia 2                                  |
| Singapore              | Global TV                                 |
| Danimarca              | Boomerang Nordic                          |
| Medio Oriente          | Black Heart tv                            |
| Lussemburgo            | RTL 9                                     |
| Cuba                   | Nickelodeon, Radioheads TV Cuba           |
| Hong Kong              | Rockstar TV                               |
| Botswana               | Nickelodeon                               |
| Norvegia               | Kiss channel                              |
| Estonia                | Nickelodeon                               |
| Belgio                 | Disney XD                                 |
| Corea del Sud          | Disney Channel, Nickelodeon               |
| Giappone               | TV Tokyo                                  |
| Thailandia             | Nickelodeon                               |
| Scozia                 | Simply TV                                 |
| Lettonia               | Channel 8                                 |
| Malaysia               | Disney Channel                            |
| Nuova Zelanda          | Funny TV                                  |
| Figi                   | Nickelodeon                               |
| Svezia                 | Discovery Channel                         |
| Finlandia              | MTV OY                                    |
| Taiwan                 | Internet                                  |
| Croazia                | Nickelodeon                               |
| Polonia                | Nickelodeon                               |
| Emirati Arabi Uniti    | DVD                                       |
| Serbia, BIH MNE, FYROM | Nickelodeon                               |
| Albania                | Junior TV                                 |